# Foucherolles
Foucherolles – miejscowość i gmina we Francji, w Regionie Centralnym, w departamencie Loiret.
Według danych na rok 1990 gminę zamieszkiwało 90 osób, a gęstość zaludnienia wynosiła 9 osób/km² (wśród 1842 gmin Centre, Foucherolles plasuje się na 1040. miejscu pod względem liczby ludności, natomiast pod względem powierzchni na miejscu 1147.).